# HD 145377
HD 145377 är en ensam stjärna belägen i den mellersta delen av stjärnbilden Skorpionen. Den har en skenbar magnitud av ca 8,10 och kräver åtminstone en stark handkikare eller ett mindre teleskop för att kunna observeras. Baserat på parallax enligt Gaia Data Release 2 på ca 18,7 mas, beräknas den befinna sig på ett avstånd på ca 175 ljusår (ca 54 parsek) från solen. Den rör sig bort från solen med en heliocentrisk radialhastighet på ca 12 km/s.

## Egenskaper
HD 145377 är en gul till vit stjärna i huvudserien av spektralklass G3 V. Den har en massa som är ca 1,1 solmassor, en radie som är ca 1,1 solradier och har ca 1,5 gånger solens utstrålning av energi från dess fotosfär vid en effektiv temperatur av ca 6 000 K.

## Planetsystem
I oktober 2008 rapporterades en exoplanet, HD 145377 b, kretsa kring stjärnan. Detta objekt upptäcktes med hjälp av metoden för mätning av radiell hastighet som genomfördes med HARPS-spektrograf. Den är en Superjupiter i en excentrisk bana med en omloppsperiod av 104 dygn.
| Planet | Massa          | Halv storaxel (AE) | Siderisk omloppstid (d) | Excentricitet | Inklination | Radie |
| ------ | -------------- | ------------------ | ----------------------- | ------------- | ----------- | ----- |
| b      | ≥5,76 ± 0,1 MJ | 0,45 ± 0,004       | 103,95 ± 0,13           | 0,307 ± 0,017 | -           | -     |